# Joseph Francis Farley
Joseph Francis Farley, ameriški admiral, * 22. junij, 1889, Oxford, Ohio, † 25. november 1974.